# Бен Ашур, Селим
Сели́м Бенашу́р (фр. Selim Benachour; араб. سليم بن عاشور‎; род. 8 сентября 1981[…] или 8 октября 1981, XI округ Парижа) — тунисский футболист, полузащитник. Выступал за национальную сборную Туниса. После карьеры игрока стал футбольным тренером и сейчас работает в Англии.

## Биография

### Клубная карьера
Начал играть в футбол в 5 лет в Париже. Его отец, игравший в прошлом за «Стад Тунис», помог ему стать футболистом. В 11 лет Селим начал заниматься в футбольной школе клуба «Пари Сен-Жермен». Первым тренером был французский специалист Филипп Росар. В 19 лет подписал профессиональный контракт с клубом «Пари Сен-Жермен». Также играл за «Мартиг» и «Труа» на правах аренды.
В 2005 году перешёл в португальскую «Виторию» из Гимарайнша. В Португалии поначалу у него были проблемы с владением языком, но потом он адаптировался. Спустя примерно год стал лучше понимать и говорить на португальском языке. Был одним из лидеров «Витории».
Летом 2006 года его купил казанский «Рубин» за 1,5 млн евро. Его заметил Курбан Бердыев, который ездил в Португалию и смотрел несколько игр с участием Бен Ашура. В Премьер-лиге России Селим дебютировал 13 августа 2006 года в матче «Амкар» — «Рубин» (0:0).
Зимой 2008 года покинул Казань и перешёл в кувейтский клуб «Аль-Кадсия». В 2009 году перешёл в испанскую «Малагу».
В феврале 2011 года перешёл в португальский клуб «Маритиму». В сезоне 2011/2012 был одним из основных игроков, забив три мяча и отдав две голевых передачи. Всего за два сезона провёл 33 матча и забил пять мячей.
Летом 2012 года стал игроком кипрского клуба АПОЭЛ, подписав двух годичный контракт.

### Карьера в сборной
Когда ему было 19 лет, перед ним был выбор между сборными Франции и Туниса; он выбрал Тунис, так как в эту сборную было легче пробиться, чем в сборную Франции. В сборной Туниса дебютировал в январе 2002 года в матче с Камеруном (0:1). В том же году сыграл на чемпионате мира в Японии и Южной Корее, провёл на поле все три матча группового турнира — против России, Бельгии и Японии. В итоге Тунис занял последнее место в группе. Селим принял участие в двух Кубках Африки, один из которых сборная Туниса выиграла.

## Достижения
- Чемпион Кипра (2): 2012/13, 2013/14
- Обладатель Кубка Кипра (1): 2013/14
- Обладатель Суперкубка Кипра (1): 2013
- Обладатель Кубка африканских наций (1): 2004